# Pleurobema curtum
Pleurobema curtum är en musselart som först beskrevs av I. Lea 1859.  Pleurobema curtum ingår i släktet Pleurobema och familjen målarmusslor. IUCN kategoriserar arten globalt som akut hotad. Inga underarter finns listade i Catalogue of Life.